# Liste der Mitglieder im 2. Inatsisartut
Das 2. Inatsisartut wurde nach der Parlamentswahl in Grönland 1983 gebildet und war bis 1984 im Amt.

## Aufbau
- IA: 2
- S: 12
- A: 12

| Partei | Partei            | Abgeordnete zu Beginn der Legislaturperiode | Abgeordnete zum Ende der Legislaturperiode | Abgänge | Zugänge |
| ------ | ----------------- | ------------------------------------------- | ------------------------------------------ | ------- | ------- |
|        | Atassut           | 12                                          | 12                                         | keine   | keine   |
|        | Siumut            | 12                                          | 12                                         | keine   | keine   |
|        | Inuit Ataqatigiit | 2                                           | 2                                          | keine   | keine   |
| Gesamt | Gesamt            | 26                                          | 26                                         |         |         |

## Parlamentspräsidium
Bis 1988 gab es kein Parlamentspräsidium. Der Regierungschef war qua Amt auch Parlamentspräsident.

## Abgeordnete
Es wurden folgende Personen gewählt. Personen, die zum Ende der Legislaturperiode nicht mehr im Amt waren, sind grau markiert:
| Wahlkreis        | Mitglied             | Geburtsjahr | Partei | Partei            | Anmerkung           |
| ---------------- | -------------------- | ----------- | ------ | ----------------- | ------------------- |
| Mittelgrönland   | Lars Chemnitz        | 1925        |        | Atassut           |                     |
| Mittelgrönland   | Anguteeraq Davidsen  | 1931        |        | Atassut           |                     |
| Mittelgrönland   | Niels Carlo Heilmann | 1927        |        | Atassut           |                     |
| Südgrönland      | Ingvar Høegh         | 1927        |        | Atassut           |                     |
| Mittelgrönland   | Allan Idd Jensen     | 1937/38     |        | Atassut           |                     |
| Südgrönland (AM) | Torben Emil Lynge    | 1940        |        | Atassut           |                     |
| Südgrönland      | Peter Ostermann      | 1939        |        | Atassut           |                     |
| Südgrönland (AM) | Amandus Petrussen    | 1927        |        | Atassut           |                     |
| Diskobucht       | Holger Sivertsen     | 1937        |        | Atassut           |                     |
| Ammassalik       | Jakob Sivertsen      | 1943        |        | Atassut           |                     |
| Diskobucht       | Konrad Steenholdt    | 1942        |        | Atassut           |                     |
| Diskobucht       | Otto Steenholdt      | 1936        |        | Atassut           |                     |
| Upernavik        | Bendt Frederiksen    | 1939        |        | Siumut            |                     |
| Ittoqqortoormiit | Aage Hammeken        | 1934        |        | Siumut            |                     |
| Diskobucht       | Hans Iversen         | 1940        |        | Siumut            |                     |
| Thule            | Sofus Joelsen        | 1945        |        | Siumut            |                     |
| Mittelgrönland   | Lars Emil Johansen   | 1946        |        | Siumut            |                     |
| Diskobucht       | Preben Lange         | 1948        |        | Siumut            |                     |
| Südgrönland      | Isak Lund            | 1951/52     |        | Siumut            |                     |
| Südgrönland      | Jonathan Motzfeldt   | 1938        |        | Siumut            | Parlamentspräsident |
| Südgrönland      | Hendrik Nielsen      | 1942        |        | Siumut            |                     |
| Uummannaq        | Pavia Nielsen        | 1936        |        | Siumut            |                     |
| Mittelgrönland   | Moses Olsen          | 1938        |        | Siumut            |                     |
| Mittelgrönland   | Hans Pavia Rosing    | 1948        |        | Siumut            |                     |
| Diskobucht (AM)  | Jens Geisler         | 1951        |        | Inuit Ataqatigiit |                     |
| Mittelgrönland   | Aqqaluk Lynge        | 1947        |        | Inuit Ataqatigiit |                     |